# الصورة البيضاوية
«الصورة البيضاوية» (بالإنجليزية: The Oval Portrait)‏ هي قصة قصيرة كتبها إدغار آلان بو وتدور على الظروف المأساوية المحيطة بلوحة في إحدى القصور. وهي إحدى أقصر قصص بو، حيث ملأت صفحتين فقط عندما نشرت أول مرة في عام 1842.

## ملخص الحبكة
تبدأ الرواية براوٍ مصاب (لا تقدم القصة أي تفسير إضافي للإصابة) يبحث عن ملجأٍ في منزل مهجور في أبينيني. يمضي الراوي وقته وهو يعبّر عن إعجابه بلوحاته التي تزيّن غرفته غريبة الشكل وهو يطالع مجلدًا، وجده على وسادة، يصفهم.
عند تقريب الشمعة من الكتاب، يكتشف الراوي فورًا لوحةً لم تُلاحَظ من قبل تُصوّر رأس وكتفي فتاةٍ شابة. لسبب غير مفهوم تسحر اللوحة الراوي «ربما لساعة من الوقت». بعد تأمّل هادئ، يدرك أن «شبه اللوحة المطلق بالحياة» هو خاصية آسرة. يرجع الراوي إلى الكتاب بلهفة من أجل تفسير للصورة. بقية القصة منذ تلك اللحظة هي اقتباس من هذا الكتاب – قصة ضمن قصة.
يصف الكتاب قصة مأساوية عن عذراء شابّة «من الجمال الأكثر ندرة». أحبّت وتزوجت رسامًا غريب الأطوار كان يهتم بعمله أكثر من أي شيء آخر في العالم، بما فيه زوجته. في النهاية يطلب الرسام من زوجته أن تجلس أمامه، وافقت الزوجة بطاعة، وجلست «بخنوع لعدة أسابيع» في غرفته البرج. عمِل الرسام في مهمته بجدّ إلى حد أنه لم ينتبه إلى صحة زوجته التي كانت تتدهور، لأنها، وهي الزوجة المُحبّة، كانت دون توقف «تواصل الابتسام بلا تذمّر». مع اقتراب الرسام من نهاية عمله، لم يدَع أحدًا يدخل غرفة البرج وبالكاد أبعد عينيه عن اللوحات القماشية، حتى للنظر إلى زوجته. بعد مضي عدة أسابيع، أنهى عمله أخيرًا. غير أنه شعر بالذعر حين نظر إلى الصورة الكاملة، إذ أبدى استغرابه، «هذه حقًا حياةٌ بحد ذاتها»، بعد ذلك التفت فجأةً إلى عروسه ليعظّمها فوجد أنها قد ماتت.

## التحليل
تدور الفكرة الأساسية للقصة حول العلاقة المضطربة بين الفن والحياة. في «الصورة البيضاوية» يصوَّر في النهاية الفن والإدمان عليه كقتلة، مسؤولين عن موت العروس الشابة. في هذا السياق، يستطيع المرء مساواة الفن مع الموت، في حين أن العلاقة بين الفن والحياة تعتبر بناء على ذلك خصومةً. تأخذ بنظرية بو أن الشعر هو الخلق الإيقاعي للجمال، وأن الموضوع الأكثر شاعرية في العالم هو موت امرأة جميلة (انظر «فلسفة الإنشاء»). توحي «الصورة البيضاوية» بأن جمال المرأة قضى عليها بالموت.
يشير بو في القصة أنه بإمكان الفن أن يكشف ذنْب الفنان أو شرّه وأن الفنان يتغذّى على الحياة التي قولبها في فنٍ وقد يدمّرها.

## تاريخ الإصدار
صدرت «اللوحة البيضاوية» للمرة الأولى بنسخة أكبر عنوانها «الحياة في الموت» في غراهام ماغازين عام 1842. تحتوي «الحياة في الموت» على بعض الفقرات التقديمية التي تفسّر كيف أصيب الراوي، وأنه كان قد تناول الأفيون ليخفّف الألم. ربما حذف بو هذه المقدمة لأنها لم تكن ملائمةً، وأعطت أيضًا انطباعًا بأن القصة ليست سوى هلوسة. صدرت النسخة الأقصر، المعادة تسميتها «الصورة البيضاوية»، في إصدار 26 أبريل 1845 لبرودواي جورنال.

## التأثير وتلقّي النقد
ألهمت القصة عناصر رواية صورة دوريان غراي لأوسكار وايلد عام 1891. قبل صدور الرواية بخمسة أعوام، كان وايلد قد أكال المديح على تعبير بو الإيقاعي. في رواية وايلد، تكشف البورتريت تدريجيًا شر موضوعها لا شر فنانها.
استُخدمت حبكة مشابهة أيضًا في رواية «علامة الولادة» لناثاييل هورثورن عام 1843.
ثمة عناصر مشابهة في «انهيار بيت آشر» مثل الرسام وعشيقته\الموديل في محيط بعيد وخصيصًا هوسهما بالأشياء الجامدة التي تعيش (بيت آشر، اللوحة في البورتريت). في عام 1928 صوّر صانع السينما الفرنسي جان إيبستاين فيلم انهيار بيت آشر الذي دمج كلتا القصتين. دمجهما الفنان ريتشارد كوربن في نسخته المعدّلة من القصة عام 2012 بعد تطويره كل قصة على حدة.
بُنيت مسرحية لانز تايت الصورة البيضاوية عام 2002 على على رواية بو. كتبت لورا غريس باتيو في إدغار آلين بو ريفيو (2006)
يأخذ ]تايت[ سرد بو ويحوّله بصورة جذابة إلى حوارٍ بين الموديل والبورتريه. مزاج العمل مختلف قليلًا عن عمل بو الأصلي، ولا يتضح في النهاية إذا ما كانت العارضة ستموت فعلًا (حرفيًا أو مجازيًا) كما في قصة بو إلا أن تايت يستحق المديح على خلقه حوارًا يبثّ الحياة في قصة بو متجاوزًا قيود السرد الخاصة بالنثر الأصلي.